# Последовательный компьютер
Последовательный компьютер или вычислительная машина последовательного действия характеризуется тем, что обрабатывает 1 бит или 1 разряд за 1 такт машинного времени. Компьютеры, имеющие в качестве основной памяти запоминающие устройства с последовательной выборкой, такими как акустические или магнитострикционные линии задержки или магнитные барабаны, обычно являются последовательными компьютерами.
Последовательные компьютеры обычно содержат меньшее количество аппаратного обеспечения, чем параллельные компьютеры, но вследствие этого имеют гораздо более низкую скорость вычислений.

## Примеры
- EDVAC (1949 год)
- BINAC (1949)
- SEAC (1950)
- UNIVAC I (1951)
- IBM 650 (1954)
- Elliott Brothers Elliott 153 (1954)
- Bendix G-15 (1956)
- LGP-30 (1956)
- Elliott Brothers Elliott 803 (1958)
- ZEBRA (1958)
- D-17B (1962) — навигационный компьютер ядерных ракет Минитмен
- PDP-8/S — 1966
- General Electric GE-PAC 4040 управляющий компьютер
- Motorola MC14500B
- PDP-14

Первым параллельным компьютером стал Whirlwind, созданный в 1951 году.
Большинство первых компьютеров массово-параллельной архитектуры были построены из отдельных последовательных процессоров:
- ICL Distributed Array Processor (1979)
- Goodyear MPP (1983)
- Connection Machine CM-1 (1985)
- Connection Machine CM-2 (1987)
- Процессор в памяти VIRAM1 (2003)